# Ryan Dunn
Ryan Matthew Dunn (Medina, Ohio, 1977. június 11. – West Goshen Township, Chester megye, Pennsylvania, 2011. június 20.) amerikai színész, kaszkadőr.

## Pályafutása
Dunn a Jackass című amerikai valóság-showból és a Jackass-mozifilmekből tett szert hírnevére; egyik leghírhedtebb szereplése az volt, amikor végbelébe egy játékautót helyezett, de többször hívta ki maga ellen a sorsot megrendezett autóbalesetek formájában is a Music Television show-ja keretében, aminek lényege, hogy a szereplők életveszélyes vagy undorító mutatványokat hajtanak végre. Három évad készült el 2000 és 2002 között, később a vállalkozó kedvű Jackass-sztárok egyéni karriert is befutottak. Ryan Dunnt például egy másik MTV-s produkcióhoz, a Viva La Bamhoz kérték fel, és szerepelt egyik legjobb barátja, Bam Margera filmjeiben a Haggardban és a Minghagsban.
A Jackass előtt Dunn, Margera, Rake, Dicamillo és még pár barátja forgattak egy Cky című footage-t. A Camp Kill Yourself filmekből 4-et készítettek, amik hasonlóak voltak a Big Brother Skateboard magazin kiadásaihoz. 

## Halála
Halálos autóbalesetet szenvedett Pennsylvaniában, 2011. június 20-án, helyi idő szerint hétfő hajnali 3-kor. 
A hajnali balesetben a Jackass-sztár és egy barátja vesztette életét. Nem tudni, melyikük vezette az autót, amely a baleset után kigyulladt, és teljesen kiégett. Pár órával halála előtt Dunn még posztolt egy képet Twitteren, azon épp koktéloznak az ismerőseivel.

## Filmográfia
| Televíziós munkái - Jackass (MTV, 2000–2002) - Viva La Bam (MTV, 2003–2006) - Homewrecker (MTV, 2005) - Bam’s Unholy Union (MTV, 2007) - Jackassworld.com: 24 Hour Takeover (MTV Special, 2008) - Law & Order: Special Victims Unit (NBC, 2008, One episode) - Bam’s World Domination (Spike, 2010) - Proving Ground (G4 TV, 2011) - Minute to Win It (NBC, 2011) DVD és videó megjelenései - CKY (video series)\|Landspeed presents: CKY (1999) - CKY2K (2000) - CKY3 (2001) - CKY Documentary (2001) - Don’t Try This at Home: The Steve-O Video (2001) - Don’t Try This At Home - The Steve-O Video Vol. 2: The Tour (2002) - CKY4: The Latest & Greatest (2002) - Steve-O - Out On Bail (2003) - Dunn & Vito’s Rock Tour (2008) | Filmjei - Jackass - A vadbarmok támadása (2002) - Haggard: The Movie (2003) - Jackass 2 (2006) - The Dudesons Movie (2006) - 3000 Miles (2007) - Blonde Ambition (2007) - Jackass 2.5 (2007) - Bam Margera Presents: Where the ♯$&% Is Santa? (2008) - Minghags: The Movie (2009) - Street Dreams (2009) - Jackass 3D (2010) - Living Will (filmed in 2010) - Booted (2011) - Close-Up (2011) - Jackass 3.5 (2011) Zenéi - The Alter Boys - The Exotic Sounds of the Alter Boys (2005) |